# Anisocycla blepharosepala
Anisocycla blepharosepala är en tvåhjärtbladig växtart. Anisocycla blepharosepala ingår i släktet Anisocycla och familjen Menispermaceae.

## Underarter
Arten delas in i följande underarter:
- A. b. blepharosepala
- A. b. tanzaniensis